# Église Saint-Thibault de Laives
L'église neuve Saint-Martin de Laives est une église située sur le territoire de la commune de Laives dans le département français de Saône-et-Loire et la région Bourgogne-Franche-Comté. 
Elle ne doit pas être confondue avec l'église romane et gothique Saint-Martin, située sur la colline surplombant Laives et Sennecey-le-Grand, qu'elle a remplacée au XIXe siècle. 

## Protection
Elle fait l'objet d'une inscription au titre des monuments historiques depuis un arrêté du 23 février 1993.

## Historique
L'église a été bâtie de 1829 à 1834 d'après des plans de l'architecte Duthil, dans le style néo-classique.
Elle possède une cloche du XVIIIe siècle héritée de l'ancienne église et une autre du XIXe siècle.
Dans les années cinquante, l'artiste Michel Bouillot (1929-2007) est intervenu dans l'église, avec pour objectif de réaménager son chœur, réorganiser la statuaire et mettre en peinture certains éléments du mobilier (boiseries, confessionnal).

## Culte
Édifice consacré du diocèse d'Autun relevant de la paroisse Saint-Martin (siège à Sennecey-le-Grand) – qui en est affectataire au titre de la loi de 1905 –, l'église de Laives est, deux siècles après sa construction, un lieu de culte catholique toujours vivant.